# سليم باكاييف
سليمخان خوساينوفيتش باكاييف (بالروسية: Зелимхан Хусаинович Бакаев) وُلد في 23 أبريل 1992، هو مغني شيشاني روسي. اختفى في الشيشان في 8 أغسطس 2017، بينما كان في زيارة قصيرة إلى المنطقة لحضور حفل زفاف أخته. يُعتقد أنه قد تم اختطافه وتعذيبه وقتله من قبل السلطات الشيشانية كجزء من اضطهادهم للرجال المثليين الشيشانيين.

## المسيرة الفنية
ولد سليم باكاييف إلى خوسين (حسين) ومليكة باكاييف في غروزني، عاصمة جمهورية الشيشان. مغروم بالموسيقى، بدأ الغناء في سن مبكرة في الشيشان. عمل لمدة عام ونصف في وزارة الثقافة في مكتب عمدة غروزني، وأصبح واحدا من عازفي فرقة الأغنية والرقص «ستوليتسا» (بالروسية: Столица) وأدَّى الحفلات الموسيقية في الشيشان وغيرها من جمهوريات شمال القوقاز. شملت أغانيه اللغتين الشيشانية والروسية. أصبح مشهورا في الشيشان، إنغوشيتيا، داغستان وفي النهاية في روسيا. في عام 2013 شارك في جائزة فايناخ (بالإنجليزية: Vainakh)‏ السنوية للفنانين الجدد. اشتهر بالأغاني الفردية مثل "Мичахь хьо лела безам"، "Доьхна Дог" و "Нана". وبالتعاون مع إيلبيكا غمالدينوفا قدَّما "Missе хватает тебя" (بالعربية: اشتقت إليك) و "ез тебя" (بالعربية: بدونك). كما تعاون مع المنتج غيلاني ستادنيك وليلى فاخايفا. في عام 2017 تقدم سليم باكاييف بطلب للمشاركة في النسخة الروسية من ستار أكاديمي في موسمه العاشر الذي بدأ عرضه في سبتمبر 2017 على التلفزيوني الروسي Muz-TV.

## إختفاءه
في 6 أغسطس 2017 سافر باكاييف إلى غروزني لحضور حفل زفاف أخته. كان من المقرر عودته إلى موسكو بعد أيام قليلة حيث كان من المقرر أن يشارك في مسابقة موسيقية روسية في 10 أغسطس. وفي 8 أغسطس/آب توارادت أخبار بأنه قبض عليه من قبل قوات الأمن الخاصة سريعة الانتشار وفقاً لشاهدي عيان رويا ذلك لتلفزيون دوجد (بالإنجليزية: Dozhd Tv)‏. تم تعطيل هاتفه المحمول في نفس اليوم مما دفع بالعديد إلى التكهن بأن اعتقاله كان للاشتباه في كونه مثلي الجنس. وكانت السلطات الشيشانية قد قامت بحملة معادية للمثليين مع العديد من التقارير التي تتحدث عن اضطهاد المثليين جنسياً في البلاد. كان باكاييف ممنوعا في السابق من أي ظهور علني في الشيشان. تلقت والدة باكاييف مليكة وعمته رسالة بأن باكاييف «غادر» الشيشان. في 18 أغسطس/آب قدمت مليكة شكوى بشأن اختفاء ابنها إلى شرطة غروزني وفي 22 أغسطس/آب تقدمت بطلب إلى مجلس حقوق الإنسان المحلي للمطالبة بتوضيحات منهم ومن وزارة الداخلية الشيشانية. نفى وزير الشؤون الخارجية والإعلام الشيشاني تورط السلطات الشيشانية في هذه القضية. زعمت الشرطة الشيشانية أن باكاييف اشترى تذكرة قطار من نالتشيك إلى موسكو يوم 11 أغسطس. وفي 14 سبتمبر حثت منظمة حقوق الإنسان الأمريكية هيومان رايتس فيرست (بالإنجليزية: Human Rights First)‏ وزارة الخارجية الأمريكية على التدخل مع السلطات الروسية حول سليم باكاييف. في 16 سبتمبر 2017 ناشدت والدة المغني الرئيس الشيشاني رمضان قديروف طالبة معلومات حول مصير ابنها، لكن في 18 سبتمبر رفضت وزارة الداخلية الشيشانية فتح تحقيق جنائي في اختفاء باكاييف. في 24 سبتمبر 2017 ظهر مقطع فيديو مشبوه في ألمانيا يدعي أنه باكاييف ويقول إنه موجود الآن في ألمانيا. لكن العديد من التناقضات كانت واضحة بما في ذلك الطبيعة القسرية للفيديو، والأثاث والمعدات الروسية التي ظهرت في اللقطات بما في ذلك المشروبات والعلامات التجارية الكحولية التي لا يتم تسويقها في ألمانيا. كما أكد دبلوماسي رفيع المستوى من بعثة الاتحاد الأوروبي في روسيا أن باكاييف لم يعبر حدود أي من دول منطقة شنغن في أغسطس 2017 أو بعد ذلك.
في أكتوبر/تشرين الأول 2017، زعمت وسائل الإعلام الدولية وخاصة وسائل الإعلام التي تهتم بالمثلية الجنسية أن المغني قد قُتل نتيجة التعذيب على يد الشرطة الشيشانية كجزء من اضطهادهم للرجال المثليين الشيشانيين.

## قائمة بعض أعماله
| الأغنية (العنوان الأصلي) | العنوان العربي | تاريخ الصدور | ملاحظات                                                           |
| ------------------------ | -------------- | ------------ | ----------------------------------------------------------------- |
| Не хватает тебя          | اشقت إليك      | نوفمبر 2013  | تم تقديم وغناء هذه الأغنية رُفقة المغنية الأخرى إلبيكا جامالدينوفا |
| Нана                     | نانا           | مارس 2013    |                                                                   |
| Без тебя                 | بدونك          | فبراير 2016  | تم تقديم وغناء هذه الأغنية رُفقة المغنية الأخرى إلبيكا جامالدينوفا |